# Carmen Gheorghe
Carmen Gheorghe est la présidente d'E-Romnja qui promeut les droits des femmes Roms. De 2008 à 2019, elle travaille comme chef de projet, experte et formatrice sur les questions LGBTQI+, de genre et des Roms pour plusieurs ONG réputées en Roumanie, notamment l'agence Impreuna pour le développement communautaire, le Fonds pour l'éducation des Roms, l'ONG de défense des droits des LGBQTI+ ACCEPT, le Centre pour l'éducation et les droits de l'homme et le Centre de ressources pour les communautés roms, une organisation dérivée de l'Open Society Foundation. Elle est titulaire d'une licence en administration publique (2006), d'un master en études de genre (2008) et d'un doctorat en sciences politiques (2014) de l'École nationale d'études politiques et administratives de Bucarest.
Elle est distinguée, en 2022, par le département d'État américain et reçoit le Prix international de la femme de courage.